# 彼得·冯·魏玛恩
彼得·冯·魏玛恩（Peter Petrovich von Weymarn，1879年7月17日—1935年6月2日）是一位俄罗斯化学家。

## 生平
彼得·冯·魏玛恩曾担任葉卡捷琳堡乌拉尔冶金学院院长。1922年，彼得·冯·魏玛恩移居日本，後來他又搬到了上海，最終在上海去世。